# 格拉沃利讷核电站
格拉沃利讷核电站（法語：Centrale Nucléaire de Gravelines）是法国北部省格拉沃利讷镇内的一座核电站，距离敦刻尔克和加来20千米，是世界上第七大核电站，也是西欧最大的核电站。该核电站由6个核反应堆组成，每个反应堆900MW，冷却水取自北海。2017年，该核电站生产了31.67TWh的电能，占法国电力生产的5.9%。